# Émile Levier
Émile Levier (Berna, 1838 – Firenze, 1911) è stato un medico e botanico svizzero.

## Biografia
Émile Levier nacque a Berna nel 1838. Si laureò in Medicina nel 1860 e dopo varie attività a Parigi, si stabilì a Firenze nel 1865 come medico-chirurgo.
Iniziò inoltre a compiere esplorazioni botaniche in Toscana, nelle Alpi, in Campania e in Abruzzo. In queste ricerche fu incoraggiato da Filippo Parlatore che stava pubblicando la sua opera in più volumi Flora italiana. La pubblicazione del Prodromo della Flora Toscana di Caruel rispecchiava la conoscenza della flora fanerogamica toscana e Levier ne fu stimolato per colmare le lacune di quella flora. 
Émile Levier arricchì il Museo botanico fiorentino e formò un poderoso erbario. Nel 1880 effettuò un viaggio in Corsica in compagnia di Forsyth Major, occupandosi della flora alpina. Sulla flora fanerogama toscana, oggetto delle sue ricerche, abbiamo alcuni scritti. A poco a poco si sentì attratto da crittogame cellulari e delle briofite. Dell’Abruzzo descrisse una nuova specie di androsace. 
Secondo gli studiosi desiderava accumulare i documenti nel suo erbario con scambi con raccoglitori e botanici. I documenti pervenutigli nel campo delle briofite hanno permesso l’individuazione di specie nuove nel campo scientifico e gli studi sulle ricciae sono classici. La riccia fu studiata da Pier Antonio Micheli e Giuseppe Raddi. Dedicò anche maggiore attenzione alla distribuzione altimetrica dei muschi. 
Morì a Firenze nel 1911.